# انتخاب سوفی (فیلم)
انتخاب سوفی (به انگلیسی: Sophie's Choice) فیلمی آمریکایی است به کارگردانی آلن جی پاکولا (به انگلیسی: Alan J. Pakula) که در سال ۱۹۸۲ در سینماها به نمایش درآمد و اقتباسی است از کتابی به همین نام نوشته ویلیام استیرون (به انگلیسی: William Styron). این فیلم اسکار بهترین هنرپیشه زن را هم نصیب مریل استریپ کرد.

## داستان فیلم
اندک زمانی پس از جنگ جهانی دوم استینگو (Stingo) شهر زادگاهش را ترک می‌کند و راهی نیویورک می‌شود تا نویسنده‌ای مشهور شود. اتاقی را در خانه‌ای واقع در بروکلین اجاره می‌کند و اگرچه صاحبخانه‌اش کمی غیرعادی بنظر می‌رسد اما مشکلی هم برایش ایجاد نمی‌کند و او می‌تواند با آرامش به نویسندگی بپردازد. اما بر عکس همسایه‌های طبقه اول بسیار پر سر و صدا هستند این زوج تمام وقت خود را به عشقبازی یا دعوا و جنگ و جدلی که گاهی تا راه پله هم ادامه پیدا می‌کند می‌گذرانند.
زن جوان وزیبای همسایه «سوفی»  لهستانی است و از اردوگاه نازی‌ها جان سالم بدر برده ولی دو فرزندش را از دست داده. مردی که با او زندگی می‌کند «ناتان» (Nathan) یهودی خوش مشربی است که در زمینه پزشکی تحقیق می‌کند.
نویسنده جوان خیلی زود شیفته آنها می‌شود و این دو همسایه بهترین دوستانش می‌شوند. ناشناخته‌ترین شخصیت سوفی است به‌خصوص آنکه استینگو متوجه زخم‌های روی مچ دست و شماره‌ای که با داغ ایجاد شده می‌شود سوفی گاهی با او درددل می‌کند ولی استینگو احساس می‌کند که سوفی همه چیز را در مورد گذشته‌اش به او نمی‌گوید. پس از گذشت مدتی کوتاه استینگو حقایقی را در مورد زندگی سوفی کشف می‌کند: او به اردوگاه‌های کار اجباری فرستاده می‌شود در حالی که پدرش استاد دانشگاه است و آشکارا از نازیها حمایت می‌کند و او یهودی هم نیست. او در اردوگاه مجبور به انتخابی دردناک می‌شود یک افسر نازی وادارش می‌کند بین دو فرزندش یکی را برای زنده ماندن و دیگری را به مسلخ بردن انتخاب کند و سوفی پسرش را برای زنده ماندن انتخاب می‌کند و فریادهای ملتمسانه دختر کوچکش که بزور از آغوشش جدا می‌شود هرگز او را رها نمی‌کند. کمی بعد علی‌رغم کمک‌های رودلف هس (به آلمانی: Rudlof Hess) افسر عالی‌رتبه نازی، سوفی پسرش را هم از دست می‌دهد. با این گذشته دردناک استینگو می‌تواند عدم تعادل و عذابی را که سوفی تحمل می‌کند را درک کند و روز به روز بیشتر عاشقش می‌شود. برادر ناتان که خود پزشک است به استیگو می‌گوید که برادرش بیمار روانی و یک میتومان (Mythomane) است (افرادی که مرتب دروغ می‌گویند بدون آنکه خود متوجه دروغگویی شان باشند) و اینکه هرگز کار تحقیقات پزشکی نکرده‌است. با آشکار شدن این حقیقت استینگو تلاش می‌کند تا سوفی را از نفوذ ناتان خارج کند ولی سوفی عاشق اوست و این دو در کنار هم می‌مانند و با هم خودکشی می‌کنند.

## جوایز

### اسکار
- برنده بهترین بازیگر زن مریل استریپ
- نامزد بهترین فیلمبرداری نستور آلمندروس
- نامزد بهترین طراحی لباس آلبرت ولسکی
- نامزد بهترین موسیقی فیلم ماروین هاملیش
- نامزد بهترین فیلمنامه اقتباسی آلن جی پاکولا

### بفتا
- نامزد بهترین هنرپیشه زن مریل استریپ
- نامزد بهترین هنرپیشه تازه‌وارد کوین کلاین

### گلدن گلوب
- برنده بهترین هنرپیشه زن مریل استریپ
- نامزد بهترین هنرپیشه نو ستاره سال کوین کلاین[۳]